# Papež Martin I.
Martin I., katoliški svetnik, mučenec in papež, * Hodi (Umbrija, Italija Bizantinsko cesarstvo), † 12. november 655 Herson (Krim Bizantinsko cesarstvo). 

## Življenjepis
Papež Martin je več kot pol svojega pontifikata preživel v pregnanstvu in tam tudi umrl. 
V Rimu so izvolili Evgena za papeža še za časa Martinovega vladanja, ko ga je odstavil samodržec cesar Konstans dne 16. junija 653: vendar je on to odločitev sprejel ter iz izgnanstva pozdravil Evgenovo izvolitev v blagor Cerkve.

## Smrt in češčenje
Umrl je v Hersonu na polotoku Krimu v današnji Ukrajini. Od tam so njegove ostanke prenesli v Carigrad, nato pa v Rim. Pokopan je v cerkvi svetega Silvestra in Martina v Rimu. 